# Bang Seung-hwan
Bang Seung-hwan (kor. 방승환; * 25. Februar 1983 in Südkorea) ist ein ehemaliger südkoreanischer Fußballspieler.

## Karriere

### Verein
Das Fußballspielen lernte Bang Seung-hwan auf der Dongguk University in Seoul. Seinen ersten Vertrag unterschrieb Bang 2004 bei Incheon United. Das Fußballfranchise aus Incheon spielte in der höchsten Liga des Landes, der K League 1. Nach 85 Spielen ging er 2009 zum Ligakonkurrenten Jeju United nach Jeju-si. Hier absolvierte er 23 Spiele. 2010 wechselte er nach Seoul zum ebenfalls in der ersten Liga spielenden FC Seoul. Nach Busan zu Busan IPark zog es ihn 2012. Im Jahr 2013 wurde er von Busan nach Thailand zum Erstligisten Muangthong United ausgeliehen. Nach Malaysia ging er 2014, wo er sich dem UiTM FC (Universiti Teknologi MARA Football Club), einem Verein aus Shah Alam im Bundesstaat Selangor, anschloss. Der Verein spielte in der zweiten Liga des Landes, der Malaysia Premier League. Beim Ligakonkurrenten Kedah FA aus Alor Setar spielte er von 2015 bis 2016. Mit dem Verein wurde er 2015 Meister der zweiten Liga und stieg in die erste Liga auf. 2017 ging er wieder nach Thailand. Hier unterzeichnete er einen Vertrag beim Erstligisten Navy FC in Sattahip. Mitte 2018 wurde der Vertrag aufgelöst. Von Juni 2018 bis August 2018 war Bang vertrags- und vereinslos. Am 1. September 2018 verpflichtete ihn der unterklassige südkoreanische Verein Songwol FC. Hier stand er bis Ende Dezember 2019 unter Vertrag.
Am 1. Januar 2020 beendete Bang seine Karriere als Fußballspieler.

## Erfolge
Incheon United
- K League 1: 2005 (2. Platz)

FC Seoul
- K-League Cup: 2010

Kedah FA
- Malaysia Premier League: 2015
- Malaysia Cup: 2016